# Custer County (South Dakota)
Custer County ist ein County im Bundesstaat South Dakota der Vereinigten Staaten. Das U.S. Census Bureau hat bei der Volkszählung 2020 eine Einwohnerzahl von 8313 ermittelt. Der Verwaltungssitz (County Seat) ist Custer.

## Geographie
Der Bezirk hat eine Fläche von 4038 Quadratkilometern; davon sind 4 Quadratkilometer (0,09 Prozent) Wasserflächen. Er wird in zwei unorganisierte Territorien eingeteilt: East of Custer State Park and West of Custer State Park Custer.

## Geschichte

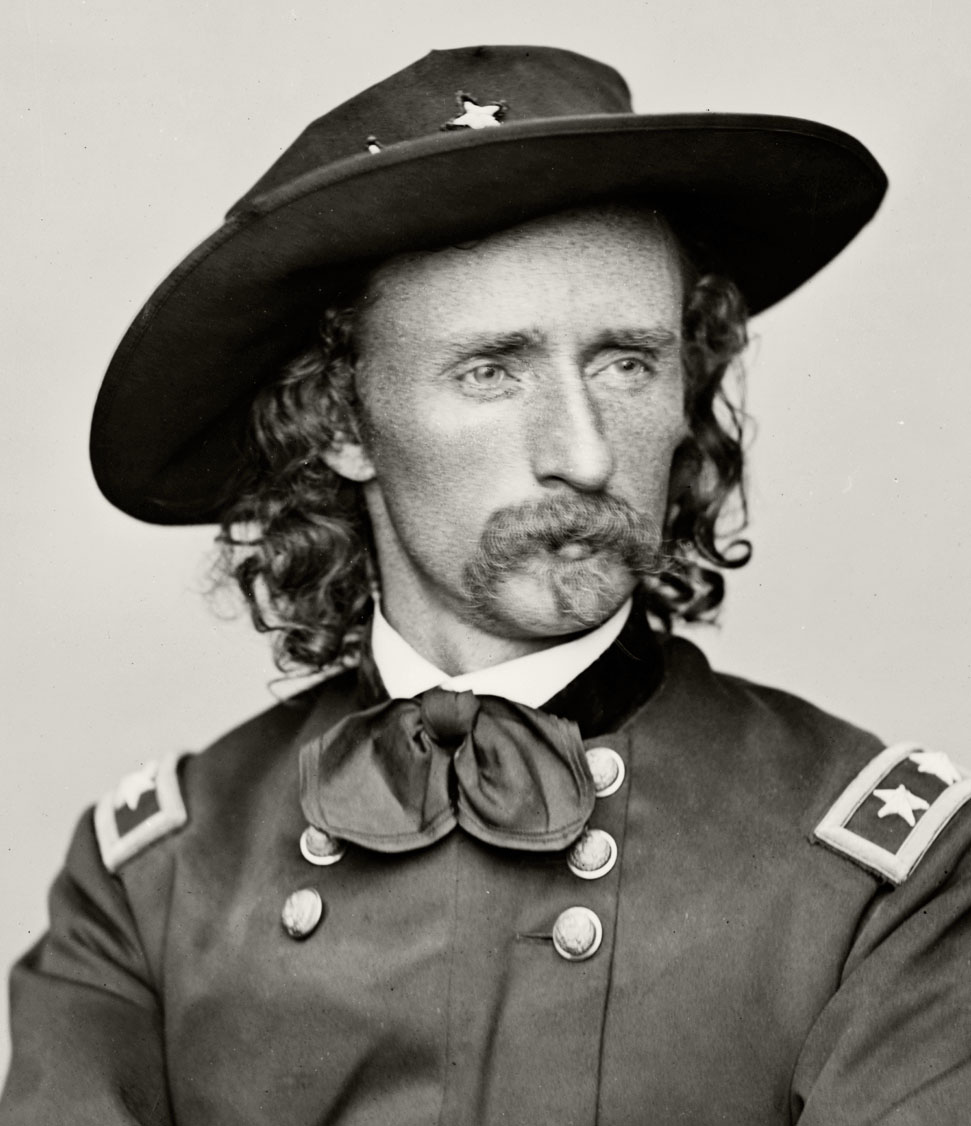
Custer

Das County wurde am 11. Januar 1875 gebildet und die Verwaltungsorganisation am 26. April 1877 abgeschlossen. Benannt wurde das County nach General George Armstrong Custer (1839–1876).

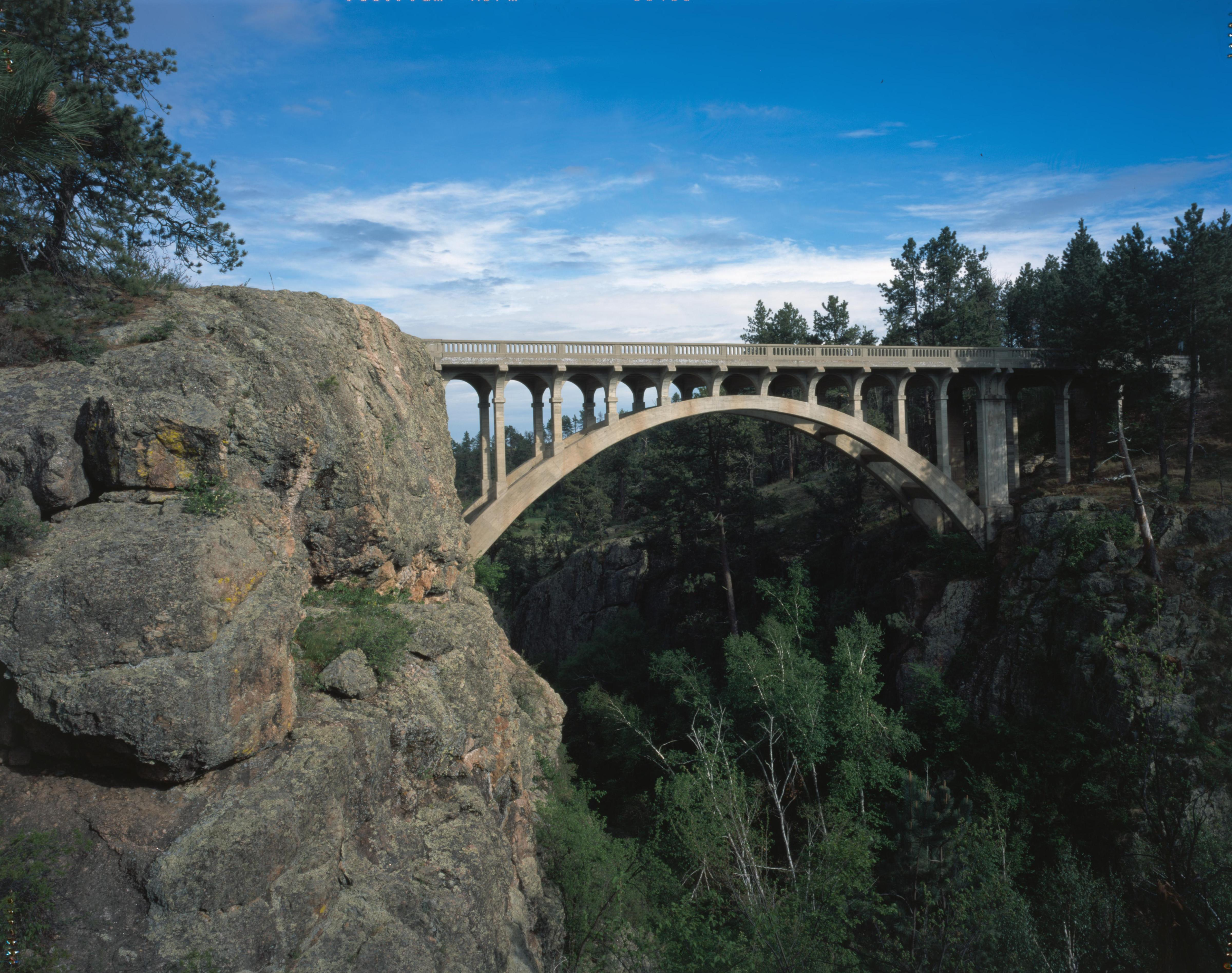
Die Beaver Creek Bridge ist einer von 46 Einträgen des Countys im NRHP.

46 Bauwerke und Stätten des Countys sind im National Register of Historic Places (NRHP) eingetragen (Stand 30. Juli 2018).

## Städte und Gemeinden
Städte (cities)
- Custer

Gemeinden (towns)
- Buffalo Gap
- Fairburn
- Hermosa
- Pringle

## Schutzgebiete
- Black Hills National Forest (partiell)
- Buffalo Gap National Grassland (partiell)
- Custer State Park
- Jewel Cave National Monument
- Wind-Cave-Nationalpark